# ستيف مور (لاعب هوكي الجليد)
ستيف مور هو لاعب هوكي الجليد كندي، ولد في 22 سبتمبر 1978 في Thornhill, Ontario ‏ في كندا.

## وصلات خارجية
- ستيف مور على موقع دوري الهوكي الوطني (الإنجليزية)
- ستيف مور على موقع قاعة مشاهير الهوكي (لاعب أن.إتش.أل) (الإنجليزية)
- ستيف مور على موقع EliteProspects.com (الإنجليزية)
- ستيف مور على موقع HockeyDB.com (الإنجليزية)
- ستيف مور على موقع Hockey-Reference.com (الإنجليزية)